# Giải Grammy lần thứ 52
Giải Grammy lần thứ 52 diễn ra ngày 31 tháng 1 năm 2010 tại Trung tâm Staples ở Los Angeles, California, Mỹ. Chỉ 10 trong số 109 hạng mục của giải được phát sóng trên truyền hình, các hạng mục còn lại đã được trao mà không phát sóng trước buổi truyền hình trực tiếp.
Beyoncé, người nhận được nhiều đề cử nhất với 10 đề cử, đã thắng tổng cộng 6 giải, phá vỡ kỉ lục cho nghệ sĩ nữ giành được nhiều giải Grammy nhất chỉ trong một đêm. Taylor Swift thắng 4 giải, tiếp đó The Black Eyed Peas, Jay-Z và Kings of Leon cùng thắng 3 giải. Các nghệ sĩ đoạt 2 giải bao gồm A. R. Rahman, Colbie Caillat, Eminem, Kanye West, Lady Gaga, Maxwell, Jason Mraz và Rihanna. Ngoài ra, Judas Priest, AC/DC, và Imogen Heap là các nghệ sĩ đã đoạt giải Grammy đầu tiên trong sự nghiệp của mình.
Các giải thưởng quan trọng đã thuộc về: Fearless của Taylor Swift ở hạng mục Album của năm (cô là nghệ sĩ trẻ nhất giành được Giải Grammy khi mới 20 tuổi), "Use Somebody" bởi ban nhạc rock Kings of Leon ở hạng mục Thu âm của năm, "Single Ladies (Put a Ring on It)" bởi các nhạc sĩ Thaddis Harrell, Beyoncé Knowles, Terius Nash và Christopher Stewart ở hạng mục Bài hát của năm. Ca sĩ nhạc đồng quê Zac Brown Band đoạt giải Nghệ sĩ mới xuất sắc nhất.

## Trình diễn
| Nghệ sĩ                                                                                   | Ca khúc                                                                     |
| ----------------------------------------------------------------------------------------- | --------------------------------------------------------------------------- |
| Lady Gaga Elton John                                                                      | "Poker Face" Speechless" Your Song"                                         |
| Green Day Diễn viên của American Idiot                                                    | "21 Guns"                                                                   |
| Beyoncé                                                                                   | "If I Were a Boy" You Oughta Know"                                          |
| Pink                                                                                      | "Glitter in the Air"                                                        |
| Black Eyed Peas                                                                           | "Imma Be" I Gotta Feeling"                                                  |
| Lady Antebellum                                                                           | "Need You Now"                                                              |
| Jamie Foxx T-Pain Slash Doug E. Fresh                                                     | "Blame It"                                                                  |
| Zac Brown Band Leon Russell                                                               | "America the Beautiful" Dixie Lullaby" Chicken Fried"                       |
| Taylor Swift Stevie Nicks Butch Walker                                                    | "Today Was a Fairytale" Rhiannon" You Belong With Me"                       |
| Tri ân Michael Jackson Celine Dion Usher Carrie Underwood Jennifer Hudson Smokey Robinson | "Earth Song"                                                                |
| Bon Jovi Jennifer Nettles                                                                 | "We Weren't Born to Follow" Who Says You Can't Go Home" Livin' on a Prayer" |
| David Foster Mary J. Blige Andrea Bocelli                                                 | "Bridge Over Troubled Water"                                                |
| Dave Matthews Band                                                                        | "You and Me"                                                                |
| Maxwell Roberta Flack                                                                     | "Pretty Wings"/"Where Is the Love"                                          |
| Tri ân Les Paul Jeff Beck Imelda May                                                      | "How High the Moon"                                                         |
| Drake Lil Wayne Eminem Travis Barker                                                      | "Drop the World" Forever"                                                   |

## Hiện diện
- Simon Baker
- Kristen Bell
- Justin Bieber
- Jeff Bridges
- Jonas Brothers
- Stephen Colbert
- Alice Cooper
- Sheryl Crow
- Kaley Cuoco
- Miley Cyrus
- Mos Def
- Plácido Domingo
- Robert Downey Jr.
- Josh Duhamel
- Wyclef Jean
- Norah Jones
- Juanes
- Ke$ha
- Miranda Lambert
- John Legend
- LL Cool J
- Jennifer Lopez
- Ricky Martin
- Lea Michele
- Chris O'Donnell
- Katy Perry
- Lionel Richie
- Adam Sandler
- Carlos Santana
- Ryan Seacrest
- Seal
- Ringo Starr
- Quentin Tarantino
- Keith Urban

## Giải thưởng
Tác phẩm đạt giải được in đậm.

### Special merit awards
MusiCares Person of the Year
- Neil Young

Lifetime Achievement Award Winners
- Leonard Cohen
- Bobby Darin
- David "Honeyboy" Edwards
- Michael Jackson
- Loretta Lynn
- André Previn
- Clark Terry

Trustees Award Winners
- Harold Bradley
- Florence Greenberg
- Walter C. Miller

Technical Grammy Award Winners
- AKG
- Thomas Alva Edison

President's Merit Award
- Doug Morris
- Kenny Burrell
- Ken Ehrlich
- Plácido Domingo

### General
Ghi âm của năm
- "Halo" – Beyoncé
  - Beyoncé Knowles & Ryan Tedder, producers; Jim Caruana, Mark "Spike" Stent & Ryan Tedder, engineers/mixers
- "I Gotta Feeling" – Black Eyed Peas
  - David Guetta & Frederick Riesterer, producers; will.i.am, Dylan "3-D" Dresdow & Padraic "Padlock" Kerin, engineers/mixers
- "Use Somebody" – Kings of Leon
  - Jacquire King & Angelo Petraglia, producers; Jacquire King, engineer/mixer
- "Poker Face" – Lady Gaga
  - Lady Gaga RedOne, producer; Robert Orton, RedOne & Dave Russell, engineers/mixers
- "You Belong With Me" – Taylor Swift
  - Nathan Chapman & Taylor Swift, producers; Chad Carlson & Justin Niebank, engineers/mixers

Album của năm
- I Am... Sasha Fierce – Beyoncé
  - Bangladesh, Ian Dench, D-Town, Toby Gad, Sean Garrett, Amanda Ghost, Jim Jonsin, Beyoncé Knowles, Rico Love, Dave McCracken, Terius Nash, Radio Killa, Stargate, Christopher "Tricky" Stewart, Ryan Tedder & Wayne Wilkins, producers; Jim Caruana, Mikkel S. Eriksen, Toby Gad, Kuk Harrell, Jim Jonsin, Jaycen Joshua, Dave Pensado, Radio Killa, Mark "Spike" Stent, Ryan Tedder, Brian "B-LUV" Thomas, Marcos Tovar, Miles Walker & Wayne Wilkins, engineers/mixers; Tom Coyne, mastering engineer
- The E.N.D. – Black Eyed Peas
  - Apl.de.ap, Jean Baptiste, Printz Board, DJ Replay, Funkagenda, David Guetta, Keith Harris, & will.i.am, producers; Dylan "3D" Dresdow, Padraic "Padlock" Kerin & will.i.am, engineers/mixers; Chris Bellman, mastering engineer
- The Fame – Lady Gaga
  - Flo Rida, Colby O'Donis & Space Cowboy, featured artists; Brian & Josh, Rob Fusari, Martin Kierszenbaum, RedOne & Space Cowboy, producers; 4Mil, Robert Orton, RedOne, Dave Russell & Tony Ugval, engineers/mixers; Gene Grimaldi, mastering engineer
- Big Whiskey and the GrooGrux King – Dave Matthews Band
  - Jeff Coffin, Tim Reynolds & Rashawn Ross, featured artists; Rob Cavallo, producer; Chris Lord-Alge & Doug McKean, engineers/mixers; Ted Jensen, mastering engineer
- Fearless – Taylor Swift
  - Colbie Caillat, featured artist; Nathan Chapman & Taylor Swift, producers; Chad Carlson, Nathan Chapman & Justin Niebank, engineers/mixers; Hank Williams, mastering engineer

Bài hát của năm
- "Poker Face" – Lady Gaga
  - Lady Gaga & RedOne, songwriters
- "Pretty Wings" – Maxwell
  - Hod David & Musze, songwriters
- "Single Ladies (Put a Ring on It)" – Beyoncé
  - Thaddis Harrell, Beyoncé Knowles, Terius Nash & Christopher Stewart, songwriters
- "Use Somebody" – Kings of Leon
  - Caleb Followill, Jared Followill, Matthew Followill & Nathan Followill, songwriters
- "You Belong With Me" – Taylor Swift
  - Liz Rose & Taylor Swift, songwriters

Nghệ sĩ mới xuất sắc nhất
- Zac Brown Band
- Keri Hilson
- MGMT
- Silversun Pickups
- The Ting Tings

### Pop
Trình diễn giọng pop nữ xuất sắc nhất
- "Hometown Glory" - Adele
- "Halo" - Beyoncé
- "Hot N Cold" - Katy Perry
- "Sober" - Pink
- "You Belong With Me" - Taylor Swift

Trình diễn giọng pop nam xuất sắc nhất
- "This Time" - John Legend
- "Love You" - Maxwell
- "Make It Mine" - Jason Mraz
- "If You Don't Know Me by Now" - Seal
- "All About The Love Again" - Stevie Wonder

Giải Grammy cho Trình diễn Song ca hoặc nhóm nhạc pop xuất sắc nhất
- "I Gotta Feeling" - Black Eyed Peas
- "We Weren't Born To Follow" - Bon Jovi
- "Never Say Never" - The Fray
- "Sara Smile" - Daryl Hall & John Oates
- "Kids" - MGMT

Giải Grammy cho Hợp tác Pop Xuất sắc nhất
- "Sea of Heartbreak" - Rosanne Cash & Bruce Springsteen
- "Love Sex Magic" - Ciara & Justin Timberlake
- "Lucky - Jason Mraz & Colbie Caillat
- "Baby, It's Cold Outside" - Norah Jones & Willie Nelson
- "Breathe" - Taylor Swift & Colbie Caillat

Màn trình diễn nhạc khí Pop Xuất sắc nhất
- "Bésame Mucho" - Herb Alpert
- "Throw Down Your Heart" - Béla Fleck
- "The Fire" - Imogen Heap
- "Phoenix Rise" - Maxwell
- "Funk Joint" - Marcus Miller

Album Nhạc khí Pop Xuất sắc nhất
- In Boston - Chris Botti
- Legacy - Hiroshima
- Potato Hole - Booker T. Jones
- Modern Art - The Rippingtons hợp tác với Russ Freeman
- Down the Wire - Spyro Gyra

Album pop xuất sắc nhất
- The E.N.D. - Black Eyed Peas
- Breakthrough - Colbie Caillat
- All I Ever Wanted - Kelly Clarkson
- The Fray - The Fray
- Funhouse - Pink

### Dance
Ghi âm nhạc Dance Xuất sắc nhất
- "Boom Boom Pow" - Black Eyed Peas
  - will.i.am, Jean Baptiste & Poet Name Life, producers; Dylan Dresdow, mixer
- "When Love Takes Over" - David Guetta & Kelly Rowland
  - David Guetta & Frédéric Riesterer, producers; Veronica Ferraro, mixer
- "Poker Face" - Lady Gaga
  - RedOne, producer; Robert Orton, RedOne & Dave Russell, mixers
- "Celebration" - Madonna
  - Madonna & Paul Oakenfold, producers; Demacio Castellon, mixer
- "Womanizer" - Britney Spears
  - K. Briscoe, producer; Serban Ghenea, mixer

Album nhạc Điện tử/Dance Xuất sắc nhất
- Divided By Night - The Crystal Method
- One Love - David Guetta
- The Fame - Lady Gaga
- Party Rock - LMFAO
- Yes - Pet Shop Boys

### Pop truyền thống
Album Pop Truyền thống Xuất sắc nhất
- "A Swingin' Christmas" - Tony Bennett
- "Michael Bublé Meets Madison Square Garden" - Michael Bublé
- "Your Songs" - Harry Connick, Jr.
- "Liza's at The Palace...!" - Liza Minnelli
- "American Classic" - Willie Nelson

### Rock
Trình diễn Rock Xuất sắc nhất, Đơn ca
- "Beyond Here Lies Nothin'" - Bob Dylan
- "Change In The Weather" - John Fogerty
- "Dreamer" - Prince
- "Working on a Dream" - Bruce Springsteen
- "Fork in the Road" - Neil Young

Trình diễn Song ca hoặc Nhóm nhạc Rock Xuất sắc nhất
- "Can't Find My Way Home" - Eric Clapton & Steve Winwood
- "Life in Technicolor II" - Coldplay
- "21 Guns" - Green Day
- "Use Somebody" - Kings of Leon
- "I'll Go Crazy If I Don't Go Crazy Tonight" - U2

Trình diễn Hard Rock Xuất sắc nhất
- "War Machine" - AC/DC
- "Check My Brain" - Alice in Chains
- "What I've Done" (Live) - Linkin Park
- "The Unforgiven III" - Metallica
- "Burn It to the Ground" - Nickelback

Trình diễn Metal Xuất sắc nhất
- "Dissident Aggressor" - Judas Priest
- "Set to Fail" - Lamb of God
- "Head Crusher" - Megadeth
- "Señor Peligro" - Ministry
- "Hate Worldwide" - Slayer

Màn trình diễn nhạc khí Rock xuất sắc nhất
- "A Day in the Life" - Jeff Beck
- "Warped Sister" - Booker T. Jones
- "Playing With Fire" - Brad Paisley
- "Mr. Surfer Goes Jazzin'" - Brian Setzer Orchestra
- "Now We Run" - Steve Vai

Bài hát Rock Xuất sắc nhất
- "The Fixer" - Pearl Jam
  - Matt Cameron, Stone Gossard, Mike McCready & Eddie Vedder, songwriters
- "I'll Go Crazy If I Don't Go Crazy Tonight" - U2
  - Bono, Adam Clayton, The Edge & Larry Mullen Jr., songwriters
- "21 Guns" - Green Day
  - Billie Joe Armstrong, Mike Dirnt & Tré Cool, songwriters
- "Use Somebody" - Kings of Leon
  - Caleb Followill, Jared Followill, Matthew Followill & Nathan Followill, songwriters
- "Working on a Dream" - Bruce Springsteen

Album Rock xuất sắc nhất
- Black Ice - AC/DC
- Live from Madison Square Garden - Eric Clapton & Steve Winwood
- 21st Century Breakdown - Green Day
- Big Whiskey and the GrooGrux King - Dave Matthews Band
- No Line on the Horizon - U2

### Alternative
Album nhạc Alternative xuất sắc nhất
- Everything That Happens Will Happen Today - David Byrne & Brian Eno
- The Open Door EP - Death Cab For Cutie
- Sounds of the Universe - Depeche Mode
- Wolfgang Amadeus Phoenix - Phoenix
- It's Blitz! - Yeah Yeah Yeahs

### R&B
Trình diễn Giọng Nữ R&B Xuất sắc nhất
- "Single Ladies (Put a Ring on It)" - Beyoncé
- "It Kills Me" - Melanie Fiona
- "That Was Then" - Lalah Hathaway
- "Goin' Thru Changes" - Ledisi
- "Lions, Tigers & Bears" - Jazmine Sullivan

Trình diễn Giọng Nam R&B Xuất sắc nhất
- "The Point Of It All" - Anthony Hamilton
- "Pretty Wings" - Maxwell
- "SoBeautiful" - Musiq Soulchild
- "Under" - Pleasure P
- "There Goes My Baby" - Charlie Wilson

Trình diễn Song ca hoặc Nhóm nhạc R&B Xuất sắc nhất
- "Blame It" - Jamie Foxx & T-Pain
- "Chocolate High" - India.Arie & Musiq Soulchild
- "IfULeave" - Musiq Soulchild & Mary J. Blige
- "Higher Ground" - Robert Randolph & The Clark Sisters
- "Love Has Finally Come at Last" - Calvin Richardson & Ann Nesby

Trình diễn R&B Truyền thống Xuất sắc nhất
- "At Last" - Beyoncé
- "Soul Music" - Anthony Hamilton
- "Don't Let Me Be Lonely Tonight" - Boney James & Quinn
- "Sow Love" - Ann Nesby
- "Woman Gotta Have It" - Calvin Richardson

Màn trình diễn Urban/Alternative xuất sắc nhất
- "Daykeeper" - The Foreign Exchange
- "All Matter" - Robert Glasper & Bilal
- "Pearls" - India.Arie & Dobet Gnahore
- "A Tale Of Two" - Eric Roberson, Ben O'Neill & Michelle Thompson
- "Blend" - Tonex

Bài hát R&B Xuất sắc nhất
- "Blame It" - Jamie Foxx & T-Pain
  - James T. Brown, John Conte, Jr., Jamie Foxx, Christopher Henderson, Brandon R. Melanchon, Breyon Prescott, T-Pain & Nathan L. Walker songwriters
- "Lions, Tigers & Bears" - Jazmine Sullivan
  - Salaam Remi & Jazmine Sullivan songwriters
- "Pretty Wings" - Maxwell
  - Hod David & Musze songwriters
- "Single Ladies (Put A Ring On It)" - Beyoncé
  - Thaddis Harrell, Beyoncé, Terius Nash & Christopher Stewart songwriters
- "Under" - Pleasure P
  - D. Babbs, L. Bereal, M. Cooper, A. Dixon, J. Franklin, T. Jones, R. New & K. Stephens songwriters

Album R&B Xuất sắc nhấ
- The Point Of It All - Anthony Hamilton
- Testimony: Vol. 2, Love & Politics - India.Arie
- Turn Me Loose - Ledisi
- BLACKsummers'night - Maxwell
- Uncle Charlie - Charlie Wilson

Album R&B Đương đại Xuất sắc nhất
- I Am... Sasha Fierce - Beyoncé
- Intuition - Jamie Foxx
- The Introduction of Marcus Cooper - Pleasure P
- Ready - Trey Songz
- Thr33 Ringz - T-Pain

### Rap
Trình diễn Đơn ca Rap Xuất sắc nhất
- "Best I Ever Had" - Drake
- "Beautiful" - Eminem
- "D.O.A. (Death Of Auto-Tune)" - Jay-Z
- "Day 'N' Nite" - Kid Cudi
- "Casa Bey" - Mos Def

Trình diễn Song ca hoặc nhóm nhạc Rap Xuất sắc nhất
- "Too Many Rappers" - Beastie Boys & Nas
- "Crack A Bottle" - Eminem, Dr. Dre & 50 Cent
- "Money Goes, Honey Stay" - Fabolous & Jay-Z
- "Make Her Say" - Kid Cudi, Kanye West & Common
- "Amazing" - Kanye West & Young Jeezy

Hợp tác Rap Xuất sắc nhất
- "Ego" - Beyoncé & Kanye West
- "Knock You Down" - Keri Hilson, Kanye West & Ne-Yo
- "Run This Town" - Jay-Z, Rihanna & Kanye West
- "I'm On A Boat" - The Lonely Island & T-Pain
- "Dead and Gone" - T.I. & Justin Timberlake

Bài hát Rap Xuất sắc nhất
- "Best I Ever Had" - Drake
  - Aubrey Drake Graham, D. Hamilton & M. Samuels, songwriters
- "Day 'N' Nite" - Kid Cudi
  - S. Mescudi & O. Omishore, songwriters
- "Dead and Gone" - T.I. & Justin Timberlake
  - C. Harris, R. Tadross & J. Timberlake, songwriters
- "D.O.A. (Death Of Auto-Tune)" - Jay-Z
  - Shawn Carter & Ernest Wilson, songwriters
- "Run This Town" - Jay-Z, Rihanna & Kanye West
  - Shawn Carter, R. Fenty, M. Riddick, Kanye West & E. Wilson, songwriters

Album Rap Xuất sắc nhất
- Universal Mind Control - Common
- Relapse - Eminem
- R.O.O.T.S. - Flo Rida
- The Ecstatic - Mos Def
- The Renaissance - Q-Tip

### Đồng quê
Trình diễn Giọng Nữ nhạc Đồng quê Xuất sắc nhất
- "Dead Flowers" - Miranda Lambert
- "I Just Call You Mine" - Martina McBride
- "White Horse" - Taylor Swift
- "Just a Dream" - Carrie Underwood
- "Solitary Thinkin'" - Lee Ann Womack

Trình diễn Giọng Nam nhạc Đồng quê Xuất sắc nhất
- "All I Ask For Anymore" - Trace Adkins
- "People Are Crazy" - Billy Currington
- "High Cost of Living" - Jamey Johnson
- "Living for the Night" - George Strait
- "Sweet Thing" - Keith Urban

Trình diễn Song ca hoặc Nhóm nhạc Đồng quê Xuất sắc nhất
- "Cowgirls Don't Cry" - Brooks & Dunn
- "Chicken Fried" - Zac Brown Band
- "I Run to You" - Lady Antebellum
- "Here Comes Goodbye" - Rascal Flatts
- "It Happens" - Sugarland

Hợp tác nhạc Đồng quê Xuất sắc nhất
- "Beautiful World" - Dierks Bentley & Patty Griffin
- "Down the Road" - Kenny Chesney & Mac McAnally
- "Start a Band" - Brad Paisley & Keith Urban
- "I Told You So" - Carrie Underwood & Randy Travis
- "Everything But Quits" - Lee Ann Womack & George Strait

Màn trình diễn nhạc khí đồng quê xuất sắc nhất
- "Under The (Five) Wire" - Alison Brown
- "The Crystal Merchant" - The Greencards
- "Mansinneedof" - Sarah Jarosz
- "Producer's Medley" - Steve Wariner

Bài hát đồng quê xuất sắc nhất
- "All I Ask For Anymore" - Trace Adkins
  - Casey Beathard & Tim James, songwriters
- "High Cost of Living" - Jamey Johnson
  - Jamey Johnson & James T. Slater, songwriters
- "I Run to You" - Lady Antebellum
  - Tom Douglas, Dave Haywood, Charles Kelley & Hillary Scott, songwriters
- "People Are Crazy" - Billy Currington
  - Bobby Braddock & Troy Jones, songwriters
- "White Horse" - Taylor Swift
  - Liz Rose & Taylor Swift, songwriters

Album đồng quê xuất sắc nhất
- The Foundation - Zac Brown Band
- Twang - George Strait
- Fearless - Taylor Swift
- Defying Gravity - Keith Urban
- Call Me Crazy - Lee Ann Womack

### New Age
Album New Age xuất sắc nhất
- Faith - Jim Brickman
- Prayer For Compassion - David Darling
- Laserium for the Soul - Henta
- In A Dream - Peter Kater, Dominic Miller, Kenny Loggins & Jaques Morelenbaum
- Impressions Of The West Lake - Kitaro

### Jazz
Album nhạc Jazz đwowng đại xuất sắc nhất
- Urbanus - Stefon Harris & Blackout
- Sounding Point - Julian Lage
- At World's Edge - Philippe Saisse
- Big Neighborhood - Mike Stern
- 75 - Joe Zawinul & The Zawinul Syndicate

Album nhạc Jazz xuất sắc nhất
- No Regrets - Randy Crawford (& Joe Sample)
- Dedicated To You: Kurt Elling Sings The Music Of Coltrane And Hartman - Kurt Elling
- So In Love - Roberta Gambarini
- Tide - Luciana Souza
- Desire - Tierney Sutton (Band)

Màn trình diễn dơn ca nhạc Jazz xuất sắc nhất
- "Dancin' 4 Chicken" - Terence Blanchard soloist
- "All Of You" - Gerald Clayton soloist
- "Ms. Garvey, Ms. Garvey" - Roy Hargrove soloist
- "On Green Dolphin Street" - Martial Solal soloist
- "Villa Palmeras" - Miguel Zenón soloist

Album nhạc khí Jazz xuất sắc nhất
- Quartet Live - Gary Burton, Pat Metheny,Steve Swallow & Antonio Sanchez
- Brother To Brother - The Clayton Brothers
- Five Peace Band — Live - Chick Corea & John McLaughlin Five Peace Band
- Rememberance - John Patitucci Trio
- The Bright Mississippi - Allen Toussaint

Album nhạc Jazz Ensemble xuất sắc nhất
- Legendary - Bob Florence Limited Edition
- Eternal Interlude - John Hollenbeck Large Ensemble
- Fun Time - Sammy Nestico And The SWR Big Band
- Book One - New Orleans Jazz Orchestra
- Lab 2009 - University of North Texas One O'Clock Lab Band

Album nhạc Latin Jazz xuất sắc nhất
- Things I Wanted To Do - Chembo Corniel
- Áurea - Geoffrey Keezer
- Brazilliance X 4 - Claudio Roditi
- Juntos Para Siempre - Bebo Valdés And Chucho Valdés
- Esta Plena - Miguel Zenón

### Gospel
Màn trình diễn Gospelxuất sắc nhất
- "Free to Be Me" - Francesca Battistelli
- "Jesus Is Love" - Heather Headley & Smokie Norful
- "I Believe" - Jonny Lang With Fisk Jubilee Singers
- "Wait On The Lord" - Donnie McClurkin & Karen Clark Sheard
- "Born Again" - Third Day

Bài hát Gospel xuất sắc nhất
- "Born Again" - Third Day
- "City on Our Knees" - TobyMac
- "Every Prayer" - Israel Houghton & Mary Mary
- "God in Me" - Mary Mary hợp tác với Kierra Sheard
- "The Motions" - Matthew West

Album Rock hoặc Rap Gospel xuất sắc nhất
- The Big Picture - Da' T.R.U.T.H.
- Crash - Decyfer Down
- Innocence & Instinct - Red
- Live Revelations - Third Day
- The Dash - John Wells – The Tonic

Album Pop/Gospel xuất sắc nhất
- Speaking Louder Than Before - Jeremy Camp
- The Power Of One - Israel Houghton
- The Long Fall Back To Earth - Jars Of Clay
- Love Is On The Move - Leeland
- Freedom - Mandisa

Album Southern/Country/Bluegrass xuất sắc nhất
- Jason Crabb - Jason Crabb
- Dream On - Ernie Haase & Signature Sound
- The Rock - Tracy Lawrence
- In God's Time - Barry Scott & Second Wind
- Everyday - Triumphant Quartet

Album Gospel truyền thống xuất sắc nhât
- God Don't Never Change - Ashley Cleveland
- The Law Of Confession, Part I - Donald Lawrence & Co.
- Oh Happy Day - (Various Artists)
  - Bill Hearn, Ken Levitan, Ken Pennell, Jack Rovner & Cedric Thompson, producers
- The Journey Continues - The Williams Brothers
- How I Got Over - Vickie Winans

Album R&B Gospel xuất sắc nhất
- Audience Of One - Heather Headley
- Renewed - Sheri Jones-Moffett
- Just James - J Moss
- Smokie Norful: Live - Smokie Norful
- Bold Right Life - Kierra Sheard

### Latin
Album Latin Pop xuất sắc nhất
- 5to Piso - Ricardo Arjona
- Te Acuerdas... - Francisco Céspedes
- Sin Frenos - La Quinta Estación
- Hu Hu Hu - Natalia Lafourcade
- Gran City Pop - Paulina Rubio

Album Latin Rock, Alternative hoặc Urban xuất sắc nhất
- Rio - Aterciopelados
- Y. - Bebe
- Los de Atras Vienen Conmigo - Calle 13
- La Luz del Ritmo - Los Fabulosos Cadillacs
- La Revolución - Wisin & Yandel

Album Latin xuất sắc nhất
- Asi Soy - Isaac Delgado
- Ciclos - Luis Enrique
- Guasábara - José Lugo Orchestra
- Gracias - Omara Portuondo
- Bach In Havana - Tiempo Libre

Album Regional Mexican xuất sắc nhất
- Corazón Ranchero - Shaila Dúrcal
- Necesito de Ti - Vicente Fernández
- Compañeras - Mariachi Reyna de Los Angeles
- 10 Aniversario - Mariachi Divas de Cindy Shea
- Pegadito Al Corazón - Joan Sebastian

Album Tejano xuất sắc nhất
- Borders y Bailes - Los Texmaniacs
- Divina - Stefani Montiel
- All the Way Live - Jay Perez
- Point of View - Joe Posada
- Radiación Musical - Sunny Sauceda y Todo Eso

Album Norteño Xuất sắc nhất
- Dejame Soñar - Cumbre Norteña
- El Niño de Oro - El Compa Chuy
- Pese a Quien le Pese - Los Rieleros del Norte
- Tu Noche con... Los Tigres del Norte - Los Tigres del Norte
- Soy Todo Tuyo - Los Tucanes de Tijuana

Best Banda Album
- Se Nos Murio el Amor - El Güero Y Su Banda Centenario
- Mas Adelante - La Arrolladora Banda el Limón de Rene Camacho
- Derecho de Antiguedad - La Original Banda el Limón de Salvador Lizárraga
- Tu Esclavo y Amo - Lupillo Rivera

### American Roots
Best Americana Album
- Together Through Life - Bob Dylan
- Electric Dirt - Levon Helm
- Willie and the Wheel - Willie Nelson & Asleep At The Wheel
- Wilco (The Album) - Wilco
- Little Honey - Lucinda Williams

Best Bluegrass Album
- Could We Get Any Closer? - Jim Lauderdale
- The Crow: New Songs for the 5-String Banjo - Steve Martin
- Buckaroo Blue Grass - Michael Martin Murphey
- Almost Live - Bryan Sutton And Friends
- Destination Life - Rhonda Vincent

Best Traditional Blues Album
- A Stranger Here - Ramblin' Jack Elliott
- Blue Again - The Mick Fleetwood Blues Band hợp tác với Rick Vito
- Rough & Tough - John Hammond
- Stomp! The Blues Tonight - Duke Robillard
- Chicago Blues: A Living History - Various Artists
  - Larry Skoller, producer

Best Contemporary Blues Album
- This Time - The Robert Cray Band
- The Truth According to Ruthie Foster - Ruthie Foster
- Live: Hope at the Hideout - Mavis Staples
- Back To The River - Susan Tedeschi
- Already Free - The Derek Trucks Band

Best Traditional Folk Album
- Cutting Loose - David Holt And Josh Goforth
- Naked With Friends - Maura O'Connell
- Polka Cola: Music That Refreshes - Jimmy Sturr And His Orchestra
- Singing Through The Hard Times: A Tribute to Utah Phillips - Various Artists
  - Jacqui Morse, Kendall Morse & Dan Schatz, producers
- High Wide & Handsome: The Charlie Poole Project - Loudon Wainwright III

Best Contemporary Folk Album
- Middle Cyclone - Neko Case
- Our Bright Future - Tracy Chapman
- Live - Shawn Colvin
- Secret, Profane & Sugarcane - Elvis Costello
- Townes - Steve Earle

Best Hawaiian Music Album
- He Nani - Tia Carrere & Daniel Ho
- Friends & Family Of Hawaiʻi - Amy Hanaialiʻi
- Nani Mau Loa: Everlasting Beauty Ho`okena
- Masters of Hawaiian Slack Key Guitar, Volume 2 - Various Artists
  - Daniel Ho, George Kahumoku, Jr., Paul Konwiser & Wayne Wong, producers

Best Native American Music Album
- Siyotanka - Michael Brant DeMaria
- Spirit Wind North - Bill Miller
- True Blue - Northern Cree
- Wind Songs - Native American Flute Solos John Two-Hawks
- Riders Of The Healing Road Johnny Whitehorse

Best Zydeco Or Cajun Music Album
- Alligator Purse - Beausoleil Avec Michael Doucet
- Lay Your Burden Down - Buckwheat Zydeco
- Stripped Down - The Magnolia Sisters
- Live at 2009 New Orleans Jazz & Heritage Festival - Pine Leaf Boys
- L'Ésprit Créole - Cedric Watson et Bijou Créole

### Reggae
Best Reggae Album
- Rasta Got Soul - Buju Banton
- Brand New Me - Gregory Isaacs
- Awake - Julian Marley
- Mind Control - Acoustic - Stephen Marley
- Imperial Blaze - Sean Paul

### World Music
Best Traditional World Music Album
- Ancient Sounds - Rahim Alhaj And Amjad Ali Khan
- Double Play - Liz Carroll & John Doyle
- Douga Mansa - Mamadou Diabate
- La Guerra No - John Santos Y El Coro Folklórico Kindembo
- Drum Music Land - Ten Drum Art Percussion Group

Best Contemporary World Music Album
- Welcome To Mali - Amadou & Mariam
- Throw Down Your Heart: Tales from the Acoustic Planet, Vol. 3 - Africa Sessions - Béla Fleck
- Day By Day - Femi Kuti
- Seya - Oumou Sangare
- Across the Divide: A Tale of Rhythm & Ancestry - Omar Sosa

### Children's
Best Children's Music Album
- American Heroes #3 - Jonathan Sprout
- Banjo to Beatbox - Cathy & Marcy & Christylez Bacon
- Family Time - Ziggy Marley
- Great Day - Milkshake
- Jumpin' & Jammin' - Greg & Steve
- Pete Seeger Tribute - Ageless Kids' Songs - Buck Howdy

Best Children's Spoken Word Album
- Aaaaah! Spooky, Scary Stories & Songs - Buck Howdy
- Captain Nobody - Dean Pitchford
- Nelson Mandela's Favorite African Folktales - Samuel L. Jackson, Scarlett Johannson, Helen Mirren, Forest Whitaker & Various Artists
  - Sharon Gelman, Michele McGonigle & Alfre Woodard, producers
- The Phantom Tollbooth - David Hyde Pierce
- Scat - Ed Asner
- Through the Looking-Glass and What Alice Found There - Harlan Ellison

### Spoken Word
Best Spoken Word Album
- Always Looking Up - Michael J. Fox
- Jonathan Winters - A Very Special Time - Jonathan Winters
- The Lincoln-Douglas Debates - Richard Dreyfuss & David Strathairn
- The Maltese Falcon - Various Artists Including Michael Madsen, Sandra Oh, Edward Herrmann & OthersYuri Rasovsky
  - Josh Stanton, producers
- We Can Have Peace In The Holy Land - Jimmy Carter
- Wishful Drinking - Carrie Fisher

### Comedy
Best Comedy Album
- Back from the Dead – Spinal Tap
- A Colbert Christmas: The Greatest Gift of All! – Stephen Colbert
- Internet Leaks – "Weird Al" Yankovic
- My Weakness Is Strong – Patton Oswalt
- Suckin' It for the Holidays – Kathy Griffin
- Tall, Dark & Chicano – George Lopez

### Musical Show
Best Musical Show Album
- Ain't Misbehavin'
- Hair
- 9 to 5: The Musical
- Shrek the Musical
- West Side Story

### phim/TV/Visual Media
Best Compilation Soundtrack Album
- Cadillac Records - Various Artists
- Quentin Tarantino's Inglourious Basterds
- Slumdog Millionaire - Various Artists, A. R. Rahman (producer)
- True Blood
- Twilight

Best Score Soundtrack Album
- The Curious Case Of Benjamin Button (Disc 1) - Alexandre Desplat
- Harry Potter And The Half-Blood Prince - Nicholas Hooper
- Milk - Danny Elfman
- Star Trek - Michael Giacchino, Varèse Sarabande
- Up - Michael Giacchino

Best Song Written For Motion Picture, Television Or Other Visual Media
- "All Is Love" (From Where the Wild Things Are)
  - Karen O & Nick Zinner, songwriters (Karen O & The Kids)
- "Decode" (From Twilight)
  - Josh Farro, Hayley Williams & Taylor York, songwriters (Paramore)
- "Jai Ho" (From Slumdog Millionaire)
  - A. R. Rahman, Sukhwinder Singh, Tanvi Shah, Mahalaxmi Iyer & Vijay Prakash, songwriters (A. R. Rahman, Gulzar & Sukhwinder Singh)
- "Once In A Lifetime" (From Cadillac Records)
  - Ian Dench, James Dring, Amanda Ghost, Beyoncé Knowles, Scott McFarnon & Jody Street, songwriters (Beyoncé)
- "The Wrestler" (From The Wrestler)
  - Bruce Springsteen, songwriter (Bruce Springsteen)

### Composing/Arranging
Best Instrumental Composition
- "Borat In Syracuse"
  - Paquito D'Rivera, composer (Paquito D'Rivera Quintet)
- "Counting To Infinity"
  - Tim Davies, composer (Tim Davies Big Band)
- "Fluffy"
  - Bob Florence, composer (Bob Florence Limited Edition)
- "Ice-Nine"
  - Steve Wiest, composer (University Of North Texas One O'Clock Lab Band)
- "Married Life" (From Up)
  - Michael Giacchino, composer (Michael Giacchino)

Best Instrumental Arrangement
- "Emmanuel"
  - Jeremy Lubbock, arranger (Chris Botti & Lucia Micarelli)
- "Hope"
  - Vince Mendoza, arranger (Jim Beard With Vince Mendoza & The Metropole Orchestra)
- "Slings And Arrows"
  - Vince Mendoza, arranger (Chuck Owen & The Jazz Surge)
- "Up With End Credits" (From Up)
  - Michael Giacchino & Tim Simonec, arrangers (Michael Giacchino)
- "West Side Story Medley"
  - Bill Cunliffe, arranger (Resonance Big Band)

Best Instrumental Arangment Accompanying Vocalist(s)
- "A Change Is Gonna Come"
  - David Foster & Jerry Hey, arrangers (Seal)
- "Dedicated To You"
  - Laurence Hobgood, arranger (Kurt Elling)
- "In The Still Of The Night"
  - Thomas Zink, arranger (Anne Walsh)
- "My One And Only Thrill"
  - Vince Mendoza, arranger (Melody Gardot)
- "Quiet Nights"
  - Claus Ogerman, arranger (Diana Krall)

### Package
Best Recording Package
- "Back From The Dead"
  - Brian Porizek, art director (Spinal Tap)
- "Everything That Happens Will Happen Today"
  - Stefan Sagmeister, art director (David Byrne & Brian Eno)
- "Middle Cyclone"
  - Neko Case & Kathleen Judge, art directors (Neko Case)
- "Splitting Adam"
  - Jeff Harrison, art director (Splitting Adam)
- "Tathagata"
  - Szu Wei Cheng & Hui Chen Huang, art directors (Various Artists)

Best Boxed/Special Limited Edition
- "A Cabinet Of Curiosities"
  - Mathieu Bitton & Scott Webber, art directors (Jane's Addiction)
- "The Clifford Ball"
  - Masaki Koike, art director (Phish)
- "Everything That Happens Will Happen Today"
  - Stefan Sagmeister, art director (David Byrne & Brian Eno)
- "Lost In The Sound Of Separation" (Deluxe Edition)
  - Jordan Butcher, art director (Underoath)
- "Neil Young Archives Vol. I (1963-1972)"
  - Gary Burden, Jenice Heo & Neil Young, art directors (Neil Young)

### Album notes
Best Album Notes
- The Complete Louis Armstrong Decca Sessions (1935-1946)
  - Dan Morgenstern, album notes writer (Louis Armstrong)
- Dance-O-Mania: Harry Yerkes And The Dawn Of The Jazz Age, 1919-1923
  - Mark Berresford, album notes writer (The Happy Six)
- Gonzo: The Life And Work Of Dr. Hunter S. Thompson - Music From The phim
  - Douglas Brinkley & Johnny Depp, album notes writers (Various Artists)
- My Dusty Road
  - Ed Cray & Bill Nowlin, album notes writers (Woody Guthrie)
- Origins Of The Red Hot Mama, 1910-1922
  - Lloyd Ecker & Susan Ecker, album notes writers (Sophie Tucker)

### Historical
Best Historical Album
- The Complete Chess Masters (1950-1967)
  - Andy McKaie, compilation producer; Erick Labson, mastering engineer (Little Walter)
- My Dusty Road
  - Scott Billington, Michael Creamer & Bill Nowlin, compilation producers; Doug Pomeroy, mastering engineer (Woody Guthrie)
- Origins Of The Red Hot Mama, 1910-1922
  - Meagan Hennessey & Richard Martin, compilation producers; Richard Martin, mastering engineer (Sophie Tucker)
- Take Me To The Water: Immersion Baptism In Vintage Music And Photography 1890-1950
  - Steven Lance Ledbetter & Jim Linderman, compilation producers; Robert Vosgien, mastering engineer (Various Artists)
- Woodstock - 40 Years On: Back To Yasgur's Farm
  - Cheryl Pawelski, Mason Williams & Andy Zax, compilation producers; Dave Schultz, mastering engineer (Various Artists)

### Production, Non Classical
Best Engineered Album, Non Classical
- Ellipse
  - Imogen Heap, engineer (Imogen Heap)
- Gossip In The Grain
  - Ethan Johns & Dominic Monks, engineers (Ray LaMontagne)
- My One And Only Thrill
  - Helik Hadar & Al Schmitt, engineers (Melody Gardot)
- Safe Trip Home
  - Jon Brion, Grippa, Greg Koller & Jim Scott, engineers (Dido)
- Swan Feathers
  - Richard Alderson, Chris Allen, Roman Klun, Lawrence Manchester, Rob Mounsey, Jay Newland, Gene Paul, Jamie Polaski & Gordie Sampson, engineers (Leslie Mendelson)

Producer of the Year, Non Classical
- T Bone Burnett
  - Moonalice (Moonalice) (A)
  - Secret, Profane & Sugarcane (Elvis Costello) (A)
- Ethan Johns
  - Gossip In The Grain (Ray LaMontagne) (A)
- Larry Klein
  - Acadian Driftwood (Zachary Richard) (T)
  - Bare Bones (Madeleine Peyroux) (A)
  - My One And Only Thrill (Melody Gardot) (A)
  - Our Bright Future (Tracy Chapman) (A)
  - Tide (Luciana Souza) (A)
- Greg Kurstin
  - It's Not Me, It's You (Lily Allen) (A)
  - Ray Guns Are Not Just The Future (The Bird And The Bee) (A)
- Brendan O'Brien
  - Black Ice (AC/DC) (A)
  - Crack The Skye (Mastodon) (A)
  - The Fixer (Pearl Jam) (S)
  - Killswitch Engage (Killswitch Engage) (A)
  - Working On A Dream (Bruce Springsteen) (A)

Best Remixed Recording, Non-Classical
- "Don't Believe in Love" (Dennis Ferrer Objektivity Mix) - Dennis Ferrer, remixer (Dido)
- "The Girl and the Robot" (Jean Elan Remix) - Jean Elan, remixer (Röyksopp)
- "I Want You" (Dave Aude Remix) - Dave Aude, remixer (Dean Coleman hợp tác với DCLA)
- "No You Girls" (Trentemøller Remix) - Anders Trentemøller, remixer (Franz Ferdinand)
- "When Love Takes Over" (Electro Extended Remix) - David Guetta, remixer (David Guetta hợp tác với Kelly Rowland)

### Production, Surround Sound
Best Surround Sound Album
- Colabs
  - David Miles Huber, surround mix engineer; David Miles Huber, surround mastering engineer; David Miles Huber, surround producer (David Miles Huber, Allen Hart, DJ Muad'Deep, Seren Wen, Musetta, Henta, Marcell Marias & Gail Pettis)
- Flute Mystery
  - Morten Lindberg & Hans Peter L'Orange, surround mix engineers; Morten Lindberg, surround mastering engineer; Morten Lindberg, surround producer (Emily Beynon, Vladimir Ashkenazy, Fred Johnny Berg, Catherine Beynon & Philharmonia Orchestra)
- Kleiberg: Treble & Bass
  - Morten Lindberg & Hans Peter L'Orange, surround mix engineers; Morten Lindberg, surround mastering engineer; Morten Lindberg, surround producer (Daniel Reuss, Trondheim Symfoniorkester, Marianne Thorsen & Göran Sjölin)
- 1970 - 1975
  - Nick Davis, surround mix engineer; Tony Cousins, surround mastering engineer; Nick Davis, surround producer (Genesis)
- Transmigration
  - Michael Bishop, surround mix engineer; Michael Bishop, surround mastering engineer; Elaine Martone, surround producer (Robert Spano, Atlanta Symphony Orchestra & Choruses)

### Production, Classical
Best Engineered Album, Classical
- Britten: Billy Budd - Neil Hutchinson & Jonathan Stokes, engineers (Daniel Harding, Nathan Gunn, Ian Bostridge, Gidon Saks, Neal Davies, Jonathan Lemalu, Matthew Rose, London Symphony Chorus & London Symphony Orchestra)
- Mahler: Symphony No. 8; Adagio From Symphony No. 10 - Peter Laenger, engineer (Michael Tilson Thomas & San Francisco Symphony)
- QSF Plays Brubeck - Judy Kirschner, engineer (Quartet San Francisco)
- Ravel: Daphnis Et Chloé - Jesse Lewis & John Newton, engineers (James Levine, Tanglewood Festival Chorus & Boston Symphony Orchestra)
- Shostakovich: Symphonies Nos. 1 & 15 - John Newton & Dirk Sobotka, engineers (Valery Gergiev & Orchestra Of The Mariinsky Theatre)

Producer of the Year, Classical
- Blanton Alspaugh
  - Carlson, David: Anna Karenina (Stewart Robertson, Christine Abraham, Sarah Colburn, Robert Gierlach, Christian Van Horn, Kelly Kaduce, Opera Theatre Of Saint Louis & Saint Louis Symphony Orchestra)
  - Menotti: Amahl And The Night Visitors; My Christmas (Alastair Willis, Ike Hawkersmith, Kirsten Gunlogson, Dean Anthony, Todd Thomas, Kevin Short, Bart LeFan, Chicago Symphony Chorus, Nashville Symphony Chorus & Nashville Symphony Orchestra)
  - Ravel: L'Enfant Et Les Sortilèges (Alastair Willis, Julie Boulianne, Chicago Symphony Chorus, Chattanooga Boys Choir, Nashville Symphony Chorus & Nashville Symphony Orchestra)
  - Schubert: Death And The Maiden (JoAnn Falletta &; Buffalo Philharmonic Orchestra)
  - Sierra, Roberto: Missa Latina 'Pro Pace' (Andreas Delfs, Nathaniel Webster, Heidi Grant Murphy, Milwaukee Symphony Chorus & Milwaukee Symphony Orchestra)
- Steven Epstein
  - Adams: Doctor Atomic Symphony (David Robertson & Saint Louis Symphony Orchestra)
  - Bernstein: Mass (Marin Alsop, Jubilant Sykes, Asher Edward Wulfman, Morgan State University Choir, Peabody Children's Chorus & Baltimore Symphony Orchestra)
  - Corigliano: A Dylan Thomas Trilogy (Leonard Slatkin, George Mabry, Sir Thomas Allen, Nashville Symphony Chorus & Nashville Symphony Orchestra)
  - Fauré: Piano Quintets (Fine Arts Quartet & Cristina Ortiz)
  - Yo-Yo Ma & Friends: Songs Of Joy And Peace (Yo-Yo Ma & Various Artists)
- John Fraser
  - Britten: Billy Budd (Daniel Harding, Nathan Gunn, Ian Bostridge, Gidon Saks, Neal Davies, Jonathan Lemalu, Matthew Rose, London Symphony Chorus & London Symphony Orchestra)
  - Midsummer Night (Kate Royal, Edward Gardner, Crouch End Festival Chorus & Orchestra Of English National Opera)
  - Schubert: Schwanengesang (Ian Bostridge & Antonio Pappano)
  - Shadows Of Silence (Leif Ove Andsnes, Franz Welzer-Möst & Sinfonieorchester Des Bayerischen Rundfunks)
- David Frost
  - An American Journey (Eroica Trio)
  - Journey To The New World (Sharon Isbin, Mark O'Connor & Joan Baez)
  - Korngold: Violin Concerto; Schauspiel Overture; Much Ado About Nothing (Philippe Quint, Carlos Miguel Prieto & Orquesta Sinfonica de Mineria)
  - Mozart: Piano Concertos 21 & 22 (Jonathan Biss & Orpheus Chamber Orchestra)
  - O'Connor, Mark: String Quartets Nos. 2 & 3 (Ida Kavafian, Mark O'Connor, Paul Neubauer & Matt Haimovitz)
- James Mallinson
  - MacMillan, James: St. John Passion (Sir Colin Davis, Christopher Maltman, London Symphony Chorus & London Symphony Orchestra)
  - Mahler: Symphony No. 8 (Valery Gergiev, Choir Of Eltham College, Choral Arts Society Of Washington, London Symphony Chorus & London Symphony Orchestra)
  - Shostakovich: Symphonies Nos. 1 & 15 (Valery Gergiev & Orchestra Of The Mariinsky Theatre)
  - Shostakovich: The Nose (Valery Gergiev, Andrei Popov, Sergei Semishkur, Vladislav Sulimsky, Chorus Of The Mariinsky Theatre & Orchestra Of The Mariinsky Theatre)

### Classical
Best Classical Album
- Bernstein: Mass
  - Marin Alsop, conductor; Jubilant Sykes; Steven Epstein, producer; Richard King, engineer/mixer (Asher Edward Wulfman; Baltimore Symphony Orchestra; Morgan State University Choir & Peabody Children's Chorus)
- Mahler: Symphony No. 8; Adagio From Symphony No. 10
  - Michael Tilson Thomas, conductor; Ragnar Bohlin, Kevin Fox & Susan McMane, choir directors; Andreas Neubronner, producer; Peter Laenger, engineer/mixer; Andreas Neubronner, mastering engineer (Laura Claycomb, Anthony Dean Griffey, Katarina Karnéus, Quinn Kelsey, James Morris, Yvonne Naef, Elza van den Heever & Erin Wall; San Francisco Symphony; Pacific Boychoir, San Francisco Girls Chorus & San Francisco Symphony Chorus)
- Ravel: Daphnis et Chloé
  - James Levine, conductor; Elizabeth Ostrow, producer; Jesse Lewis & John Newton, engineers/mixers; Mark Donahue, mastering engineer (Boston Symphony Orchestra; Tanglewood Festival Chorus)
- Ravel: L'Enfant et les Sortilèges
  - Alastair Willis, conductor; Julie Boulianne; Blanton Alspaugh, producer; Mark Donahue & John Hill, engineers/mixers (Nashville Symphony Orchestra; Chattanooga Boys Choir, Chicago Symphony Chorus & Nashville Symphony Chorus)
- Shostakovich: The Nose
  - Valery Gergiev, conductor; Andrei Popov, Sergei Semishkur & Vladislav Sulimsky; James Mallinson, producer; John Newton & Dirk Sobotka, engineers/mixers; Mark Donahue, mastering engineer (Orchestra Of The Mariinsky Theatre; Chorus Of The Mariinsky Theatre)

Best Orchestra Performance
- "Berlioz: Symphonie Fantastique"
  - Simon Rattle, conductor (Susan Graham; Berliner Philharmoniker)
- "Bruckner: Symphony No. 5"
  - Benjamin Zander, conductor (Philharmonia Orchestra)
- "Ravel: Daphnis Et Chloé"
  - James Levine, conductor (Boston Symphony Orchestra; Tanglewood Festival Chorus)
- "Shostakovich: Symphonies Nos. 1 & 15"
  - Valery Gergiev, conductor (Orchestra Of The Mariinsky Theatre)
- "Szymanowski: Symphonies Nos. 1 & 4"
  - Antoni Wit, conductor (Jan Krzysztof Broja, Ewa Marczyk & Marek Marczyk; Warsaw Philharmonic Orchestra)

Best Opera Recordimg
- "Britten: Billy Budd"
  - Daniel Harding, conductor; Ian Bostridge, Neal Davies, Nathan Gunn, Jonathan Lemalu, Matthew Rose & Gidon Saks; John Fraser, producer (London Symphony Orchestra; Gentlemen Of The London Symphony Chorus)
- "Messiaen: Saint François D'Assise"
  - Ingo Metzmacher, conductor; Armand Arapian, Hubert Delamboye, Rod Gilfry, Henk Neven, Tom Randle & Camilla Tilling; Ferenc van Damme, producer (The Hague Philharmonic; Chorus Of de Nederlandse Opera)
- "Musto, John: Volpone"
  - Sara Jobin, conductor; Lisa Hopkins, Joshua Jeremiah, Museop Kim, Jeremy Little, Rodell Rosel & Faith Sherman; Blanton Alspaugh, producer (Wolf Trap Opera Company)
- "Shostakovich: The Nose"
  - Valery Gergiev, conductor; Andrei Popov, Sergei Semishkur & Vladislav Sulimsky; James Mallinson, producer (Orchestra Of The Mariinsky Theatre; Chorus Of The Mariinsky Theatre)
- "Tan Dun: Marco Polo"
  - Tan Dun, conductor; Stephen Bryant, Sarah Castle, Zhang Jun, Nancy Allen Lundy, Stephen Richardson & Charles Workman; Ferenc van Damme, producer (Netherlands Chamber Orchestra; Cappella Amsterdam)

Best Choral Performance
- "Handel: Coronation Anthems"
  - Harry Christophers, conductor (Alastair Ross; The Sixteen Orchestra; The Sixteen)
- "Mahler: Symphony No. 8; Adagio From Symphony No. 10"
  - Michael Tilson Thomas, conductor; Ragnar Bohlin, Kevin Fox & Susan McMane, choir directors (Laura Claycomb, Anthony Dean Griffey, Elza van den Heever, Katarina Karnéus, Quinn Kelsey, James Morris, Yvonne Naef & Erin Wall; San Francisco Symphony; Pacific Boychoir, San Francisco Symphony Chorus & San Francisco Girls Chorus)
- "Penderecki: Utrenja"
  - Antoni Wit, conductor (Gennady Bezzubenkov, Iwona Hossa, Piotr Kusiewicz, Piotr Nowacki & Agnieszka Rehlis; Warsaw Philharmonic Orchestra; Warsaw Boys' Choir & Warsaw Philharmonic Choir)
- "Song Of The Stars: Granados, Casals & Blancafort"
  - Dennis Keene, conductor (Erica Kiesewetter; Mark Kruczek & Douglas Riva; Voices Of Ascension)
- "A Spotless Rose"

Paul McCreesh, conductor (The Gabrieli Consort)
Best Instrumental Soloist(s) Performance (With Orchestra)
- "Bartók: 3 Concertos"
  - Pierre Boulez, conductor (Pierre-Laurent Aimard, Yuri Bashmet, Gidon Kremer, Neil Percy, Tamara Stefanovich & Nigel Thomas; Berliner Philharmoniker & London Symphony Orchestra)
- "Bermel, Derek: Voices For Solo Clarinet And Orchestra"
  - Gil Rose, conductor; Derek Bermel (Boston Modern Orchestra Project)
- "Korngold: Violin Concerto In D Major, Op. 35"
  - Carlos Miguel Prieto, conductor; Philippe Quint (Orquesta Sinfónica de Mineria)
- "Prokofiev: Piano Concertos Nos. 2 & 3"
  - Vladimir Ashkenazy, conductor; Evgeny Kissin (Philharmonia Orchestra)
- "Salonen, Esa-Pekka: Piano Concerto"
  - Esa-Pekka Salonen, conductor; Yefim Bronfman (Los Angeles Philharmonic)

Best Instrumental Soloist Performance (Without Orchestra)
- "Caroline Goulding" - Caroline Goulding (Christopher O'Riley & Janine Randall)
- Chopin" - Maria João Pires
- "Journey To The New World" - Sharon Isbin (Joan Baez & Mark O'Connor)
- "Oppens Plays Carter" - Ursula Oppens
- "Sonatas & Etudes" - Yuja Wang

Best Chamber Music Performance
- "Ginastera: String Quartets" (Complete)- Enso Quartet (Lucy Shelton)
- "The Hungarian Album" - Guarneri Quartet
- "Intimate Letters" - Emerson String Quartet
- "Schumann/Bartók: The Berlin Recital" - Martha Argerich & Gidon Kremer
- "Takemitsu, Toru: And Then I Knew 'Twas Wind" - Yolanda Kondonassis, Cynthia Phelps & Joshua Smith

Best Small Ensemble Performance
- "Bach: Orchestral Suites For A Young Prince"
  - Monica Huggett, conductor; Gonzalo X. Ruiz; Ensemble Sonnerie
- "Josquin: Missa Malheur Me Bat"
  - Peter Phillips, conductor; Tallis Scholars
- "Lang, David: The Little Match Girl Passion"
  - Paul Hillier, conductor; Ars Nova Copenhagen & Theatre Of Voices
- "Song Of Songs"
  - Stile Antico (Alison Hill & Benedict Hymas)
- "Vivaldi: Concertos"
  - Daniel Hope & Anne Sofie von Otter; Chamber Orchestra Of Europe (Kristian Bezuidenhout)

Best Classical Vocal Performance
- "Bach" - Anne Sofie von Otter (Lars Ulrik Mortensen; Anders J. Dahlin, Jakob Bloch Jespersen, Tomas Medici & Karin Roman; Concerto Copenhagen)
- "Bel Canto Spectacular" - Juan Diego Flórez (Daniel Oren; Daniella Barcellona, Patrizia Ciofi, Plácido Domingo, Mariusz Kwiecien, Anna Netrebko & Fernando Piqueras; Orquestra de la Comunitat Valenciana; Cor de la Generalitat Valenciana)
- "Recital At Ravinia" - Lorraine Hunt Lieberson (Drew Minter; Peter Serkin)
- "Un Frisson Français" - Susan Graham (Malcom Martineau)
- "Verismo Arias" - Renée Fleming (Marco Armiliato; Jonas Kaufmann; Orchestra Sinfonica Di Milano Giuseppi Verdi; Coro Sinfonica Di Milano Giuseppi Verdi)

Best Classical Contemporary Composition
- "Crumb, George: The Winds Of Destiny" - George Crumb (James Freeman)
- "Higdon, Jennifer: Percussion Concerto" - Jennifer Higdon (Marin Alsop)
- "Pärt, Arvo: In Principio" - Arvo Pärt (Tõnu Kaljuste)
- "Sierra, Roberto: Missa Latina 'Pro Pace'" - Roberto Sierra (Andreas Delfs)
- "Wyner, Yehudi: Piano Concerto "Chiavi In Mano"" - Yehudi Wyner (Robert Spano)

Best Classical Crossover Album
- A Company of Voices: Conspirare in Concert
  - Craig Hella Johnson, conductor; Conspirare (Tom Burritt, Ian Davidson & Bion Tsang)
- Jazz-Clazz - Paquito D'Rivera Quintet (Trio Clarone)
- The Melody Of Rhythm
  - Leonard Slatkin, conductor; Béla Fleck, Zakir Hussain & Edgar Meyer (Detroit Symphony Orchestra)
- QSF Plays Brubeck - Quartet San Francisco
- Twelve Songs by Charles Ives
  - Theo Bleckmann; Kneebody
- Yo-Yo Ma & Friends: Songs of Joy & Peace - Yo-Yo Ma (Odair Assad, Sergio Assad, Chris Botti, Dave Brubeck, Matt Brubeck, John Clayton, Paquito d'Rivera, Renée Fleming, Diana Krall, Alison Krauss, Natalie McMaster, Edgar Meyer, Cristina Pato, Joshua Redman, Jake Shimabukuro, Silk Road Ensemble, James Taylor, Chris Thile, Wu Tong, Alon Yavnai & Amelia Zirin-Brown)

### Music video
Best Short Form Music Video
- "Mr. Hurricane" - Beast
  - Ben Steiger Levine, video director; Sach Baylin-Stern, video producer
- "Boom Boom Pow" - The Black Eyed Peas
  - Mat Cullen & Mark Kudsi, video directors; Anna Joseph & Patrick Nugent, video producers
- "Life in Technicolor II" - Coldplay
  - Dougal Wilson, video director; Matthew Fone, video producer
- "Wrong" - Depeche Mode
  - Patrick Daughters, video director; Jonathan Lia, video producer
- "Her Morning Elegance" - Oren Lavie
  - Oren Lavie, Merav Nathan và Yuval Nathan, video directors; Oren Lavie, video producer

Best Long Form Music Video
- "In Boston" - Chris Botti
  - Jim Gable, video director; Bobby Colomby, video producer
- "Johnny Cash's America" - Johnny Cash
  - Robert Gordon & Morgan Neville, video directors; Robert Gordon & Morgan Neville, video producers
- "Anita O'Day — The Life Of A Jazz Singer" - Anita O'Day
  - Robbie Cavolina & Ian McCrudden, video directors; Robbie Cavolina, Melissa Davis & Ian McCrudden, video producers
- "Love, Pain & The Whole Crazy World Tour Live" - Keith Urban
  - Chris Hicky, video director; Blake Morrison, video producer
- "The Beatles Love — All Together Now" - Various Artists
  - Adrian Wills, video director; Martin Bolduc & Jonathan Clyde, video producers